# Thorvald Köhlin
Lorentz Thorvald Köhlin, född 7 december 1854 i Trankil, död 11 maj 1927 i Åmål, var en svensk maskiningenjör och riksdagsman (konservativ). 
Köhlin var först anställd vid Göteborgs Mekaniska Verkstad och från år 1876 anställd vid  Bergslagernas Järnvägs AB i Åmål. Han blev senare brandchef i Åmål. Han var med om att planlägga den järnvägssträcka som 1928 öppnades för allmän trafik under namnet Åmål–Årjängs Järnväg. 
Köhlin var 1912–1919 ledamot av Sveriges riksdags första kammare, invald i Älvsborgs läns valkrets.